# Адолф фон Клеве
Адолф фон Клеве (на немски: Adolf von Kleve, * 28 юни 1425, † 18 септември 1492 в Остбург, Зеландия) от род Дом Ламарк е от 1450 г. господар на Равенщайн, от юли 1475 до 1477 г. херцогски генерал-щатхалтер на Бургундска Нидерландия, поема регентството в Бургундското херцогство след смъртта на Мария Бургундска от март 1483 г. за нейния малолетен син и последник Филип Красивия, на когото е кръстник през 1478 г. и възпитател.
Адолф е вторият син на Адолф II (1373–1448), херцог на херцог на Клеве, граф на Марк, и втората му съпруга Мария Бургундска (1393–1463), дъщеря на Жан Безстрашни, херцог на Бургундия и сестра на Филип Добрия от династията Валоа Бургундия.
Най-големият му брат Йохан I последва баща им като херцог през 1448 г. и през 1450 г. дава на Адолф като апанаже господството Равенщайн. От 1443 г. Адолф участва във всички военни походи на бургундския херцог.
През 1492 г. Адолф се бие на страната на Хабсбургите и е убит на 18 септември 1492 г. в Остбург. По негово желание е погребан през октомври в църквата на
доминиканския орден в Брюксел.

## Фамилия
Адолф се жени на 6 май 1453 г. за Беатрис Португалска (1435–1462), дъщеря на принц и херцог Педро, 1-ви херцог на Коимбра (1415 – 1449), регент на Португалия (1440 – 1448), третият син на крал Жуау I, и има с нея две деца:
- Филип от Клеве (1456–1528), господар на Равенщайн
- Луиза от Клеве (1457–1458).

След смъртта на Беатрис, Адолф се жени на 21 юни 1470 г. за Ана Бургундска († 1507), извънбрачна дъщеря на Филип Добрия. Бракът е бездетен.